# دانشگاه ژنو
دانشگاه ژنو (به فرانسوی: Université de Genève) یک دانشگاه تحقیقاتی دولتی در ژنو واقع در غرب سوئیس است که توسط ژان کالون در سال ۱۵۵۹ میلادی نخست در قالب یک مدرسه علوم دینی افتتاح شد. امروزه این دانشگاه دارای ۸ دانشکده است که عبارتند از دانشکده علوم طبیعی، دانشکده پزشکی، علوم انسانی، علوم اجتماعی، اقتصاد، ترجمه، روان‌شناسی و پروتستانتیسم.

## دانش‌آموختگان نامدار
- آنری، دوک اعظم لوگزامبورگ
- کوفی عنان
- فردیناند پی. بیر
- نیکولا بوویه
- یان فلمینگ
- احسان نراقی
- علی‌محمد کاردان